# Sisyrinchium papillosum
Sisyrinchium papillosum är en irisväxtart som beskrevs av Robert Crichton Foster. Sisyrinchium papillosum ingår i släktet gräsliljor, och familjen irisväxter. Inga underarter finns listade i Catalogue of Life.